# Noite
Pour plus de détails, voir Fiche technique et Distribution.
Noite est un film dramatique brésilien écrit et réalisé par Gilberto Loureiro et sorti en 1985.
Le scénario est basé sur roman du même nom de 1954 d'Érico Veríssimo, une œuvre un peu atypique, différente de ce que l'écrivain avait écrit jusqu'alors.
L'adaptation cinématographique ne suit pas fidèlement le livre qui lui a donné lieu, prenant quelques libertés avec l'histoire principale, soit dans la création de nouveaux personnages, soit dans le développement d'intrigues parallèles.
Le contexte historique urbain diffère également, l'intrigue originale, se déroulant dans les années 1950, est déplacée dans le film dans les années 1980.

## Synopsis
Dans les années 1970, un homme oublieux erre dans les rues de Porto Alegre. La poche pleine d'argent (dont il ne sait plus d'où il vient), il se mêle à deux « oiseaux nocturnes » : le Maître, à l'élégance raffinée d'un acteur et aux vêtements finement coupés, et le Bossu, un être dégoûtant socialement révolté, qui l'emmène faire le tour du côté "sale" de la nuit, visitant un bar au bord de l'eau, une veillée funèbre, un hôpital, un bordel de luxe et un cabaret de cinquième ordre.
Au cours de la visite, l'homme est interrogé subrepticement par les "oiseaux de nuit" sur la possibilité d'une implication dans un crime passionnel survenu quelques heures plus tôt dans la ville, et dont l'auteur est encore inconnu.
Au milieu de l'intrigue, le chef Chuab et son assistant tentent de "découvrir" le meurtrier, finissant par désigner à la presse un pauvre diable comme bouc émissaire.

## Fiche technique
- Titre original : Noite
- Réalisation : Gilberto Loureiro
- Scénario : Gilberto Loureiro, José Louzeiro , d'après un roman d'Érico Veríssimo
- Photographie : Antonio Penido
- Montage : Marco Antonio Cury
- Musique : Sergio Saraceni
- Production : Cristina Aché, Arturo Uranga
- Direction artistique : José Carlos de Oliveira
- Pays de production : Brésil
- Langue originale : portugais
- Format : couleur
- Genre : drame
- Durée : 81 minutes
- Dates de sortie :
  - Brésil : 1985

## Distribution
- Cristina Aché (pt) :
- Jurandir Alliati :
- Heleno Alexis Andrade :
- Otávio Augusto (pt) : le chef Carlos Chua
- Célia Barros :
- Emiliana Barros :
- Bira Brasil :
- Pedro Camargo :
- Ludoval Campos :
- Gil Coelho :
- Nelson Dantas (pt) : le commandant
- Liza Daudt :
- Neville de Almeida (pt) : l'inconnu
- Virgílio de Paulo :
- Laura de Vison :
- Milton Dobrin :
- Carlos Freire :
- José Gonçalves :
- Isabel Ibias :
- Nara Lampert :
- Helena Lustosa :
- Luiz Carlos Magalhães :
- Rômulo Marinho Jr. :
- Maria de Lourdes Meneguetti :
- Hamilton Mosmann :
- Aldine Müller (pt) :
- César Müller :
- Marco Nanini :
- Paulão :
- Paulo César Peréio : le bossu
- Haydée Porto :
- Rosa Portoalegre :
- Nora Prado :
- Nina de Pádua :
- Olga Reverbel :
- Guará Rodrigues : (comme Guaracy Rodrigues)
- Oswaldo Schumacher :
- Oscar Simch :
- Lui Strassburger : (comme Luis Emilio Strassburger)
- Eduardo Tornaghi (pt) : le maître
- Helena Varvaki :
- Alexandre Zacchia :

## Récompenses et distinctions
- (en) Noite: Awards, sur l'Internet Movie Database